# Joachim Ernst von Grumbkow

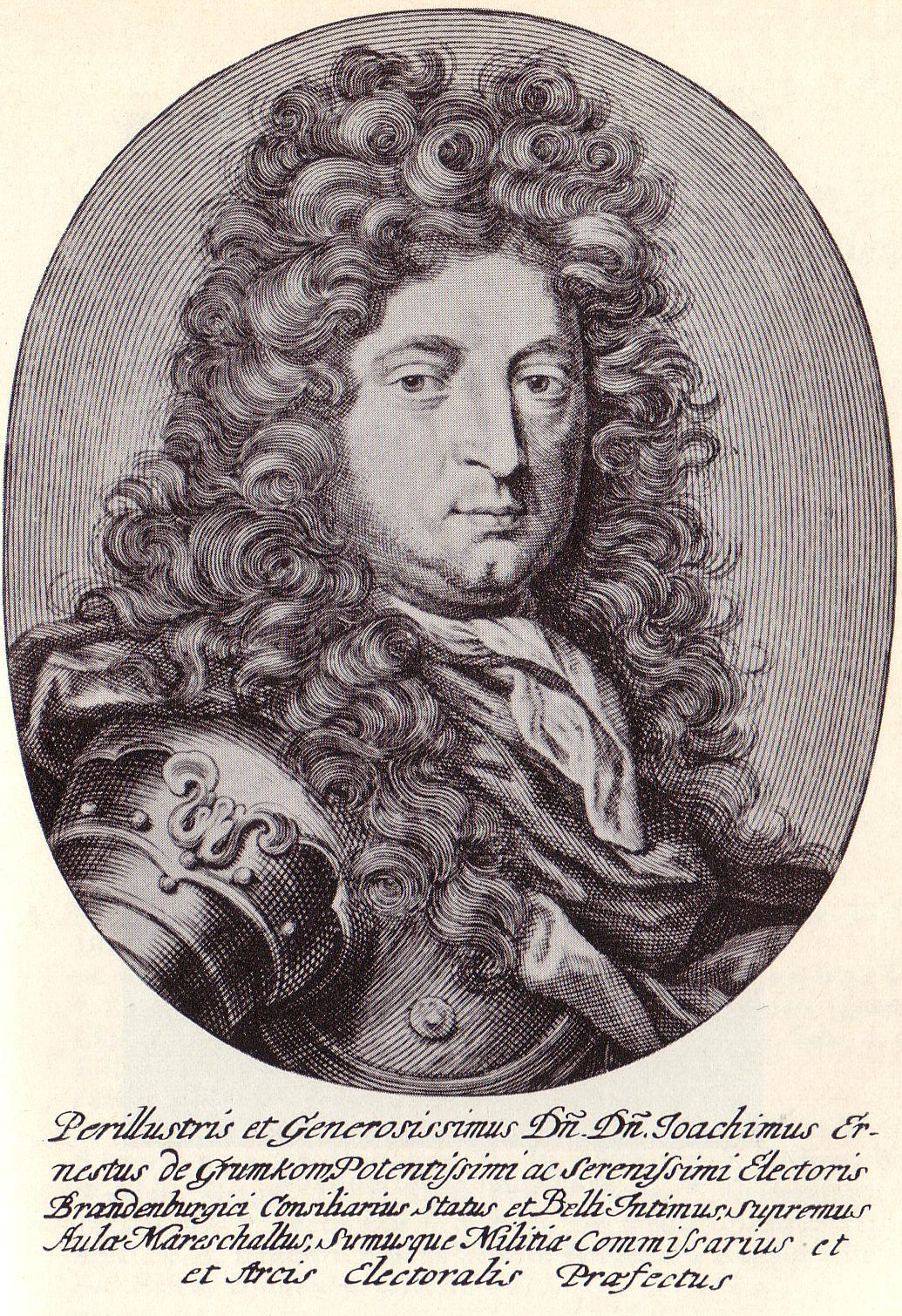
Joachim Ernst von Grumbkow

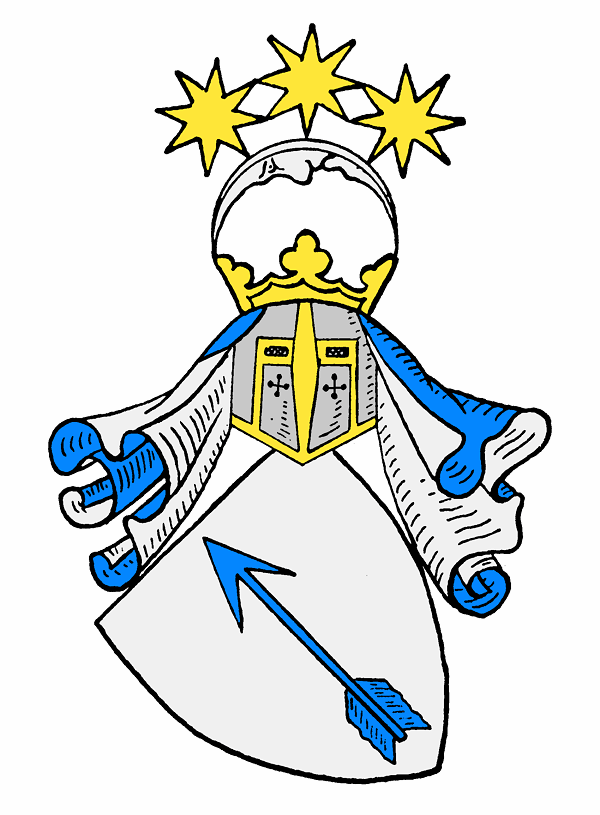
Das Wappen der Familie von Grumbkow

Joachim Ernst von Grumbkow, auch: Grumbckow (* 29. September 1637 in Jatzkow; † 26. September 1690 bei Wesel) war kurfürstlich-brandenburgischer Minister, Geheimer Staats- und Kriegsrat, Generalkriegskommissar und Oberhofmarschall. Er war der Sohn des kurbrandenburgischen Obristen Christian Stephan von Grumbkow und der Anna Margaretha von Krockow.

## Leben
Wie viele Generäle des Großen Kurfürsten Friedrich Wilhelm und Friedrich II. des Großen stammte Grumbkow aus pommerschem Uradel. Er war Herr und Erbherr auf Grumbkow, Runow, Lupow, Zechlin, Vangerske u. a. in Hinterpommern, Niederschönhausen, Blankenfelde und Pankow in der Mark Brandenburg sowie auf Karow im Herzogtum Magdeburg.
Grumbkow studierte ab 1654 Rechtswissenschaften in Rostock. Nach einer Kavalierstour in Frankreich und Italien trat er während des Zweiten Nordischen Krieges in brandenburgische Dienste unter dem Regiment Christian Albrechts von Dohna, möglicherweise bei seinem Vater, der zu dieser Zeit Kommandant der Festung Löcknitz war. Später war er Leutnant, Chef einer Kompanie und Bevollmächtigter Dohnas, dem er „Haus und Wesen in Küstrin regierte“. Graf Dohna, bei dem der junge Grumbkow schon Page gewesen sein soll, empfahl ihn an den Berliner Hof.
1671 wurde er unter Belassung seines militärischen Ranges Amtskammerrat in der kurfürstlichen Kammerverwaltung, nebenamtlich zuständig für die Generalökonomie. 1672 im Krieg gegen Frankreich besonders betraut mit Proviantierungs- und Festungsbauaufgaben sowie diplomatischen Missionen. 1674 wurden Grumbkows Kompanien der „Hofstaat Dragoner“ zum „Leibdragoner-Regiment“ hochgestuft, um als Leibgarde des Kurfürsten im Feld zu dienen. 1675 wurde Grumbkow Mitarbeiter des interimistischen Generalkriegskommissars, im selben Jahr Kriegsrat und Obermundschenk, 1677 Oberst der Leibgarde, 1678 Direktor des Generalkriegskommissariats, 1678 Schlosshauptmann, 1679 Generalkriegskommissarius, 1684 Wirklicher Geheimer Staatsrat, 1685 Oberhofmarschall.
1675 nahmen Grumbkows Leibdragoner an der Schlacht bei Fehrbellin teil. 1684 trat er das Regiment an Graf Dietrich zu Dohna ab, einen Sohn seines Förderers. Das Regiment sollte bis 1918 als l. Schlesisches Leib-Kürassier-Regiment „Großer Kurfürst“ mit dem Standort in Breslau bestehen und hatte später Traditionsnachfolger sowohl in der Reichswehr als auch in der Bundeswehr.
1678 übernahm Grumbkow mit dem Generalkriegskommissariat die Leitung der brandenburgischen Militärverwaltung, die er zur obersten Steuer- und Landespolizeibehörde des brandenburgischen Staates entwickelte. Unter Grumbkow vereinigte der Generalkriegskommissar in seinem Posten schließlich die Funktionen eines Kriegsministers mit denen eines Finanzministers. In Grumbkows Zuständigkeit lag auch die Durchführung des Edikts von Potsdam 1685, das die Aufnahme und Ansiedlung der aus Frankreich vertriebenen Hugenotten in Brandenburg regelte. Grumbkow war erster Generalintendant der französischen Kolonie Berlin. Auf seine Initiative entstand in der Nachbarschaft seiner Güter bei Berlin die Kolonie „Französisch Buchholz“. Die Grumbkowstraße erinnert an sein erfolgreiches Wirken.
Grumbkow wurde durch den Kurfürsten nach Dresden gesandt, um wichtige Verhandlungen am Dresdener Hof zu führen und ein Defensivbündnis mit Sachsen anzustreben, was dieser mit Erfolg ausführte und eine Konferenz über den Zustand des Reiches, den Frieden von Nimwegen, die kaiserlichen Vorschläge über die Sicherheit des Reiches und die Aufnahme des Kurfürsten Johann Georg III. in den Kurfürstenverein zum Ziele haben sollte (s. GStA PK I. HA GR, Rep. 411, Nr. 27). Der Kurfürst würdigte Grumbkows Verhandlungsgeschick und ernannte ihn zum Staatsminister.
Im Herbst 1688 übergab er im Auftrag des Kurfürsten Friedrich III. sieben Regimenter zu Pferd und drei zu Fuß als Hilfstruppen an den Prinzen Wilhelm III. von Oranien, der wenige Monate später als Wilhelm III. den englischen Thron bestieg (Glorious Revolution).
Zu den geerbten Gütern in der pommerschen Heimat erwarb Grumbkow zahlreiche weitere in der Umgebung des Stammsitzes der Familie. Sein Sohn Philipp Otto fügte später das gesamte Territorium zur „Großen Herrschaft Lupow“ zusammen. Auch im Norden Berlins kaufte Grumbkow mehrere Güter und begann dort eine rege Bautätigkeit. Anfang 1680 erwarb er von den Söhnen der Gräfin Sophie Theodore zu Dohna-Schlobitten das „Petit Palais“ in Niederschönhausen. 1689 wurde der Bau des Schlosses Schönhausen als dreigeschossige Dreiflügelanlage nach Plänen von Johann Arnold Nering begonnen. Vom „Petit Palais“ ist nichts erhalten. In Berlin bewohnte Grumbkow das Palais am Molkenmarkt 1. Bestattet wurde er nicht, wie anfangs geplant, neben seiner Tochter in der Gruft der Dorfkirche Blankenfelde, sondern in der gerade erst erneuerten Kirche zu Runow in Pommern.
Andere bekannte Militärs aus dem Geschlecht derer von Grumbkow waren Joachim Ernsts Söhne Friedrich Wilhelm von Grumbkow, Philipp Otto von Grumbkow und Friedrich Ludwig von Grumbkow sowie Viktor von Grumbkow – Grumbkow Pascha genannt.

## Familie
Seine erste Frau wurde am 25. Februar 1672 Lucia Dorothea von Wreech aus dem Haus Büssow. Sie starb 1673 unmittelbar nach der Geburt von Zwillingen:
Anna Louisa (1673–1686)
Otto Christian (1673–1704)
Seine zweite Frau, Gertrud Sophie von Grote aus dem Haus Breese-Stillhorn (1653–1693), heiratete er am 8. Januar 1678 im Berliner Schloss. Das Paar hatte folgende Kinder:
- Friedrich Wilhelm (1678–1739) ⚭ Sophia Charlotte de la Chevallerie (1681–1749)
- Philipp Otto (1684–1752)

⚭ Ernestine Lucie Freiin von Danckelmann (* 24. März 1692; † 29. Dezember 1719)
⚭ Henrietta Scholastika von Schlabrendorff
- Karl Ernst († 1703)
- Friedrich Ludwig (1683–1745), sächsischer Generalleutnant; Kommandant der Festung Sonnenstein

Die Witwe heiratete nach dem Tod ihres Mannes den Minister und Diplomaten Franz von Meinders.